# Ibb
Ibb   este un oraș  în  partea de sud-vest a Yemenului. Este reședința guvernoratului Ibb, regiune agricolă unde se cultivă cereale (grâu, orz, mei), fructe, legume, cafea, khat (un narcotic ușor). Orașul, înconjurat de un zid de apărare, este construit în stil tradițional yemenit; printre lăcașele de cult de aici impresionează moscheea Al-Muẓaffariyyah. Apa potabilă necesară locuitorilor este adusă din munții din apropiere printr-un sistem de apeducte.